# Naraoia
Naraoia – rodzaj niewielkiego trylobita z rzędu Nektaspida i rodziny Naraoiidae.
Przedstawiciele rodzaju żyli od środkowego kambru aż do późnego syluru.
Jego szczątki odnaleziono osadach łupków z Burgess sprzed około 505 mln lat, łupkach z Maotianshan datowanych na 525–520 mln lat oraz późnosylurskiej (przydol) formacji Bertie w południowo-wschodnim Ontario.
Naraoia była zbudowana dość prymitywnie – jej pancerz składał się z zaledwie dwóch płytek (cephalon i thorax), w odróżnieniu od bardziej zaawansowanych ewolucyjnie trylobitów, których pancerze tworzyły trzy płytki (cephalon, thorax i pygidium), dlatego też – a także ze względu na budowę nóg – początkowo została sklasyfikowana jako przedstawiciel skorupiaków, jednak odkrycie licznych skamieniałości w latach 70. XX wieku pozwoliło Harry'emu Whittingtonowi na dokładniejsze zbadanie przyczepu kończyn Naraoia do tułowia, a w konsekwencji ustalenie jej przynależności do Trilobita, a nie skorupiaków. Naraoia osiągała długość 2,5–4 cm. Prawdopodobnie rodzaj ten stosunkowo wcześnie oddzielił się od głównej linii trylobitów – zanim wykształciły się cechy charakterystyczne dla większości przedstawicieli tej gromady stawonogów.

## Gatunki
- Naraoia compacta (typowy) Walcott, 1912
- Naraoia bertiensis Caron, Rudkin & Milliken 2004
- Naraoia halia Simonetta & Delle Cave, 1975
- Naraoia longicaudata Zhang & Hou, 1985
- Naraoia paimon Simonetta & Delle Cave, 1975
- Naraoia spinifera Walcott, 1931
- Naraoia spinosa Zhang & Hou, 1985